# Пилья, Рикардо
Рикардо Эмилио Пилья Ренси (исп. Ricardo Emilio Piglia Renzi; 24 ноября 1941, Адроге, провинция Буэнос-Айрес — 6 января 2017, Буэнос-Айрес) — аргентинский писатель.

## Биография
Потомок итальянских переселенцев, вырос в городе Мар-дель-Плата. Окончил исторический факультет университета провинции Ла-Плата. В 1978 году в условиях военной диктатуры Хорхе Виделы вместе с Беатрис Сарло и Карлосом Альтамирано основал влиятельный культурологический журнал «Точка зрения» (Punto de Vista, за 30 лет (1978—2008) вышло 90 номеров, после этого журнал по решению издателей как сделавший своё дело закрылся). Пилья был составителем «Чёрной серии» американских детективных романов, писал киносценарии по произведениям Онетти, Кортасара, Сильвины Окампо.
Преподавал латиноамериканскую литературе в Принстонском университете.
Умер от бокового амиотрофического склероза.

## Творчество
Писатель активно взаимодействовал с массовой культурой: его проза использует элементы «крутого» детектива, вместе с тем развивая поиски литературного авангарда в англо-американской и латиноамериканской литературе. По мотивам его романа в жанре киберпанка «Город, которого нет» (1992) создана одноименная опера Херардо Гандини (1995, Национальная музыкальная премия, 1996). Эссе Пильи посвящены Хорхе Борхесу, Маседонио Фернандесу, Роберто Арльту, Вирхилио Пиньере, Витольду Гомбровичу, Мануэлю Пуигу. Написал несколько киносценариев, в том числе — для фильма Эктора Бабенко Освящённое сердце.

## Признание
Произведения Пильи переведены на английский, немецкий, французский (А. Берманом), итальянский, португальский языки. Ему присуждены премия «Каса де лас Америкас» (1967), премия барселонского издательства «Планета» (1997), Ибероамериканская литературная премия Хосе Доносо (2005), премия Ромуло Гальегоса (2011).

## Книги
- La invasión, новеллы (1967)
- Nombre falso, новеллы (1975)
- Respiración artificial, роман (1980)
- Crítica y ficción, эссе о литературе (1986)
- Prisión perpetua, новеллы (1988)
- La ciudad ausente, роман (1992)
- La Argentina en pedazos, эссе о литературе (1993)
- Plata quemada, роман (1997, экранизирован М. Пиньейро: Палёные деньги, фильм получил множество премий)
- Formas breves, эссе о литературе (1999)
- Cuentos morales, новеллы (1995)
- Diccionario de la novela de Macedonio Fernández, эссе (2000)
- El último lector, эссе (2005)
- Blanco nocturno, роман (2010, Премия Ромуло Гальегоса, испанская Премия критики)
- El camino de Ida, роман 2013

## Публикации на русском языке
- Борхес и Гомбрович // Иностранная литература, №12, 2004
- Просвет в ночной темноте // Иностранная литература, №2, 2023